# The Dull Flame of Desire
(Björk descrive la sua esperienza di collaborazione con Antony Hegarty)
The Dull Flame of Desire è una canzone della cantautrice islandese Björk, estratta come quinto singolo dall'album Volta e pubblicata il 29 settembre 2008. La canzone è firmata dalla stessa Björk, ma il testo è una traduzione di una poesia del poeta russo Fëdor Ivanovič Tjutčev. La canzone è un duetto con la cantante inglese Anohni, allora chiamata Antony Hegarty.

## Videoclip
Il video di The Dull Flame of Desire è diviso in tre parti, ognuna diretta da un regista diverso. La prima parte, diretta dal regista giapponese Masahiro Mogari, mostra puntini luminosi in uno sfondo nero formare i volti di Björk e Antony. La seconda parte, diretta dallo spagnolo Marçal Cuberta mostra i due artisti cantare in un effetto sogliatura. Infine, nell'ultimo segmento del video, diretto dal tedesco Christoph Jantos, i volti dei due cantanti emergono dal buio, per poi fondersi in uno, in sintonia con la "fusione" delle loro voci che caratterizza la canzone.

## Tracce

### 12" Double Heavy Weight Vinyl
1. Dull Flame of Desire (Modeselektor’s Rmx for Girls)
2. Dull Flame of Desire (Modeselektor's Rmx for Boys)
3. Innocence (Sinden Remix)
4. Dull Flame of Desire (Mark Stent Album Mix)

### CD
1. Dull Flame of Desire (Modeselektor's Rmx For Girls)
2. Dull Flame of Desire (Modeselektor's Rmx For Boys)
3. Dull Flame of Desire (Mark Stent Album Mix)
4. Dull Flame of Desire (Video / Radio Edit)
5. Dull Flame of Desire (Mark Stent Instrumental)
6. Innocence (Sinden Remix)

### DVD
1. Dull Flame of Desire (Music video)

## Classifiche
| Classifica                             | Posizione più alta |
| -------------------------------------- | ------------------ |
| France Singles Top 100                 | 72                 |
| Italian Singles Chart                  | 29                 |
| U.S. Billboard Hot Singles Sales       | 3                  |
| U.S. Billboard Hot Dance Singles Sales | 1                  |